# NGC 3783
NGC 3783 (другие обозначения — ESO 378-14, MCG -6-26-4, TOL 55, IRAS11365-3727, PGC 36101) — спиральная галактика с перемычкой (SBa) в созвездии Центавр. Галактика Сейферта.
Этот объект входит в число перечисленных в оригинальной редакции «Нового общего каталога».
NGC 3783 является сейфертовской галактикой. Она должна содержать быстро вращающуюся чёрную дыру.